# Bohrkurbel

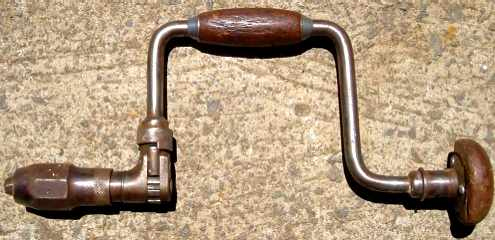
Eine Bohrkurbel

Eine Bohrkurbel (auch: Bohrwinde, Kurbelbohrmaschine) ist eine Handbohrmaschine, mit der man manuell durch Kurbeltechnik Löcher bohrt (normalerweise in Holz). Ihre gekröpfte Achse wird per Hand über eine auf ihr befindliche, locker gelagerte, außerhalb der Bohrachse kreisende Griffrolle (meist aus Buchenholz) angetrieben. Bei gehobenen Ausführungen ist auch sie kugelgelagert.

## Funktionsweise
Über den, dem Bohrfutter (je nach Ausführung max. Spannweite 16 mm, 2–4 Spannbacken) entgegengesetzt liegenden, kugelgelagerten Brustknopf (ebenfalls meist aus Buchenholz), wird die Führung des Bohrers und der Vorschub geleistet. Der sogenannte Brustknopf, der in der Bohrachse liegt und in welchem die gekröpfte Achse dreht, soll unter Umständen den Andruck auch mit der Brust ermöglichen und so, wo nötig, hierdurch die nicht kurbelnde Hand freimachen (z. B. zum Halten/Gegenhalten des Werkstückes, Eigensicherung bei erschwerten Arbeitsbedingungen).
Am Bohrfutter befinden sich zwei umschaltbare Sperrklinken, welche den Effekt einer Knarre haben und somit das Arbeiten unter räumlich eingeschränkteren Bedingungen ermöglichen helfen.
Der ausladende Bügel bringt durch die Hebelwirkung und je nach menschlicher Kraft ein größeres Drehmoment hervor als andere nicht elektrische Handbohrmaschinen; man kann daher deutlich tiefere und breitere Löcher bohren als mit diesen. Auch gegenüber mancher elektrischen Handbohrmaschine erreicht eine Bohrkurbel ein höheres Drehmoment, jedoch bohrt man damit auch erheblich langsamer. Eine elektromotorgetriebene Handbohrmaschine kann leicht auf 2000 und mehr Drehungen pro Minute kommen. Eine Bohrkurbel braucht für ein gleiches Bohrloch daher deutlich länger. Auch ist es schwer, eine Bohrwinde beim Ansetzen einer Bohrung vollkommen im gewünschten Bohrwinkel zu halten, was sie für Präzisionsbohrungen ungeeignet macht. Neben Bohrern kann diese einfache Maschine auch bitbestückte Bithalter bzw. lange Bits aufnehmen und somit zum Schrauben dienen. Hauptvorteil der Bohrkurbel gegenüber elektrischen Bohrmaschinen sind der relativ niedrige Anschaffungspreis und die Unabhängigkeit von elektrischem Strom. Ihre robuste Einfachheit macht sie zuverlässig und weitestgehend wartungslos – nur seltenes Ölen der Kugellager und des Bohrfutters sind erforderlich. Bei entsprechender Materialgüte und Verarbeitung sowie Aufbewahrung im Trockenen hält die Bohrkurbel nahezu unbegrenzt.